# Lo crudo y lo cocido
Lo crudo y lo cocido (Le Cru et le Cuit, en francés) es un ensayo antropológico, volumen de la serie Mythologiques I–IV escrito por el antropólogo francés Claude Lévi-Strauss.

## Contenido
Un punto interesante que se explica en este ensayo es el siguiente: las tribus que no conocen la cocción de los alimentos por supuesto que no tienen la palabra para decir «cocina» o «cocción». Pero, en consecuencia, no tienen además la palabra para decir «crudo» puesto que el concepto mismo no puede caracterizarse.
Del mismo modo, los hombres permanecieron mucho tiempo sin imaginar el peso o la presión del aire que los rodeaba, a falta de una referencia con relación a la cual compararlo. Eso conduce a Lévi-Strauss a una importante observación: para alcanzar lo real, es necesario de antemano poder hacer abstracción de lo vivido. La observación puede prestarse al debate sobre el detalle («¿qué es en sí lo real?»), pero vemos la directriz: sólo las nuevas experiencias permiten desarrollar nuevos paradigmas.
Pues los descubrimientos condicionan no solamente nuestros conocimientos, sino incluso nuestra manera de pensar. Si la geometría no euclídea suscitó en su tiempo virulentas oposiciones (no entre los matemáticos, se entiende), es que no parecía verdadera y se consideraba entonces un sacrilegio en el ámbito muy conocido, puro y perfecto de las matemáticas: ¿dos geometrías podrían entonces enunciar «verdades» distintas?
Henri Poincaré explicó en sus obras destinadas al público en general (entre otras La Ciencia y la hipótesis) que no era en estos términos que se planteaba la cuestión. La única verdad que debe buscarse en matemáticas es la siguiente: si admito tales axiomas, entonces tengo necesariamente tal conclusión. La adecuación de tales o cuales axiomas a tal o cual aspecto del mundo real es una cuestión que se refiere a los especialistas de estos ámbitos, y no es que el matemático está sólo allí para proporcionar herramientas seguras y teoremas que garanticen la exactitud en todas las partes donde los axiomas se aplican (lo resumió Paul Valéry en «el razonamiento puesto en conserva»).
Bertrand Russell formuló el asunto de manera más provocadora enunciando en broma que finalmente «las matemáticas son la ciencia donde no se sabe ni de lo que se habla ni si lo que se dice es verdadero». Albert Einstein lo dijo de una manera más diplomática: «En tanto que beneficie a la realidad, la geometría euclídea no es verdadera. En tanto que es verdadera, no produce beneficio a la realidad».
La cuestión de la simetría de lo crudo y lo cocido llevó a Lévi-Strauss a pasar todo el resto de su existencia trabajando sobre la etnología en términos de estructuralismo (véase relatividad).

## Contenido deMythologiquesI-IV
- Le Cru et le cuit (1964)
- Du miel aux cendres (Desde la miel a las cenizas, 1966)
- L'Origine des manières de table (El origen de las maneras en la mesa, 1968)
- L'Homme nu'' (El hombre desnudo, 1971)